# Adetomyrma venatrix

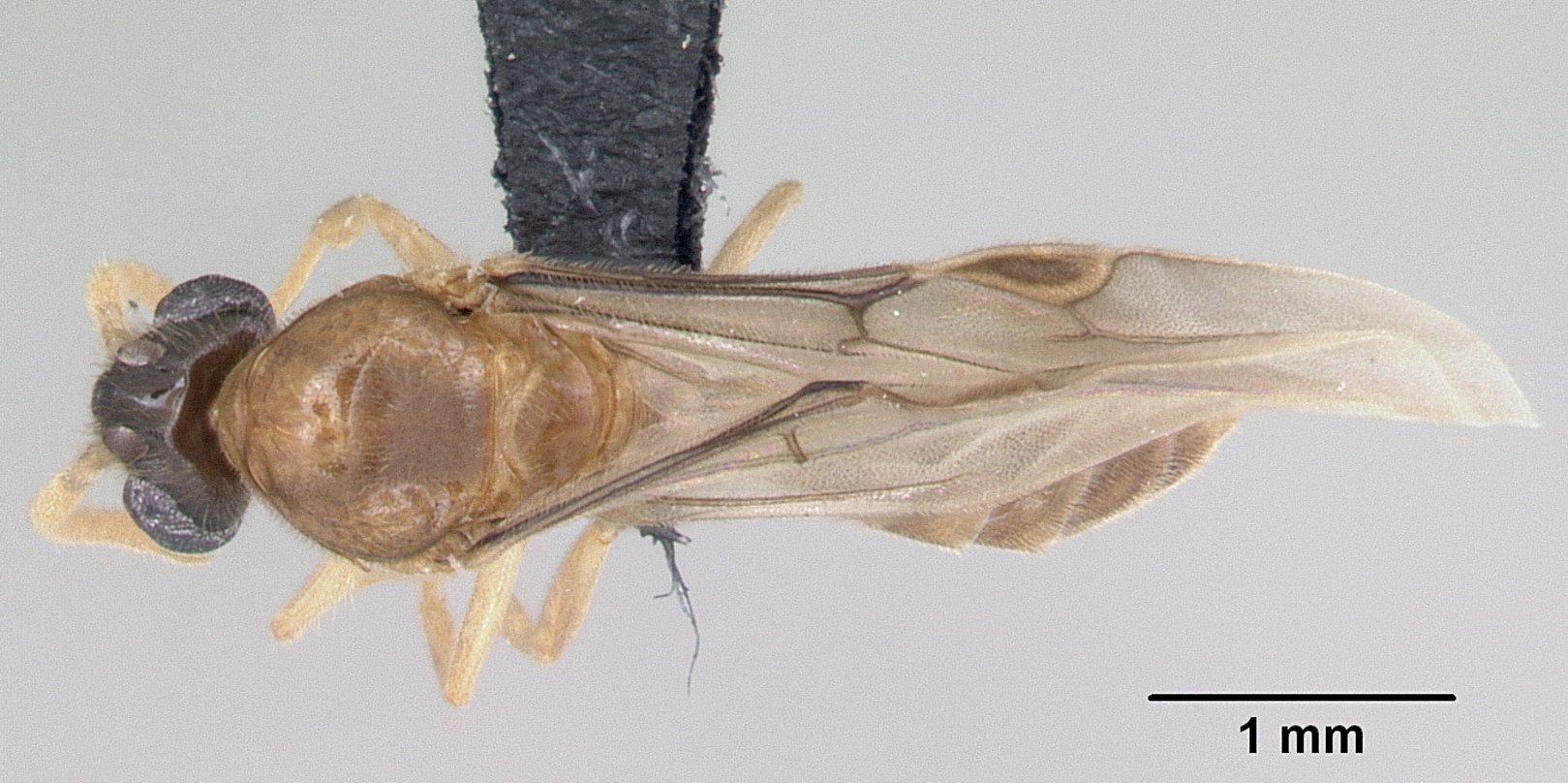
Самец муравья Adetomyrma venatrix

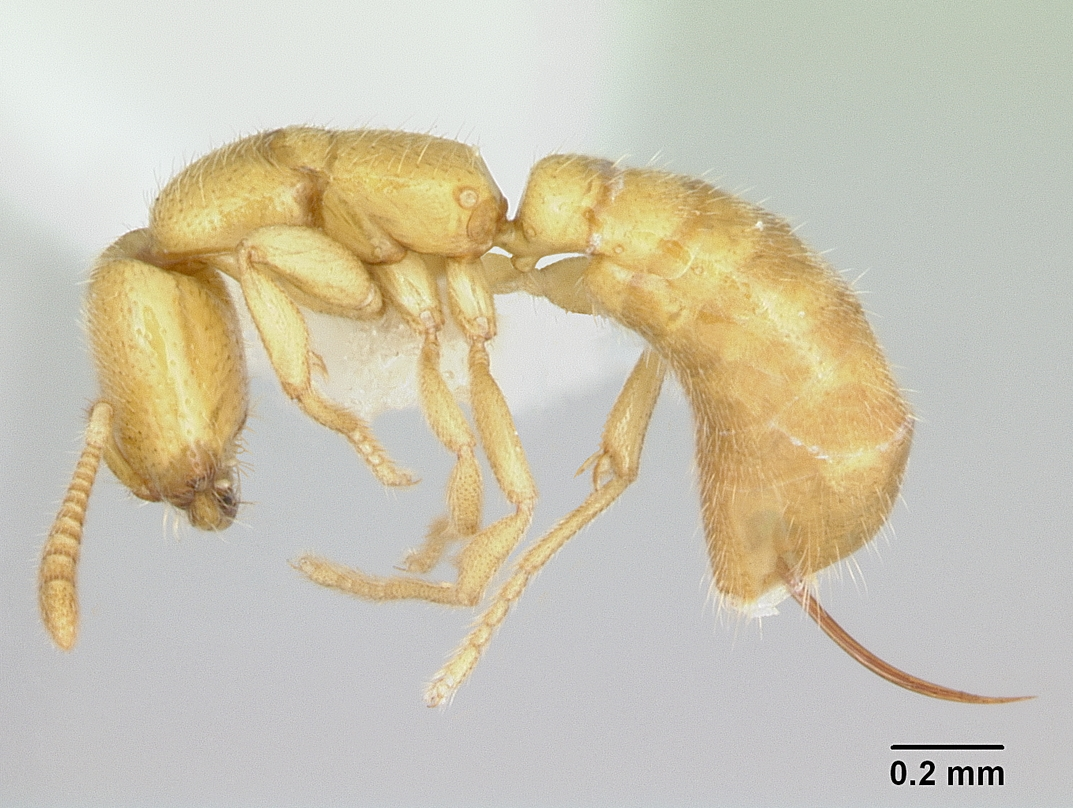
Рабочий муравей Adetomyrma venatrix

Adetomyrma venatrix (лат.) — вид мелких тропических муравьёв.

## Распространение
Мадагаскар (Zombitse Forest, западный Мадагаскар).

## Охранный статус
Вид признан находящимся на грани исчезновения и включён в международный список видов муравьёв, занесённых в Красный список угрожаемых видов МСОП.

## Описание
Глаза у рабочих муравьёв отсутствуют. Длина около 3—4 мм. Рабочие и самки желтовато-оранжевые, самцы буровато-жёлтые. Узкотелые муравьи, характерные способом питания гемолимфой своих личинок, прокусывая их, но не вызывая гибели. Личинки самостоятельно кормятся добычей, принесённой взрослыми муравьями. Семьи включают сотни и тысячи особей.
Из-за способа своего питания вид был прозван «муравей Дракула». Также называют вид Mystrium mysticum, питающийся аналогичным способом.

## Классификация
Вид был впервые описан в 1994 году американским мирмекологом Филипом Уардом (Калифорния, США). Типовой вид рода, кроме которого обнаружено ещё около 5 видов. Вид относится к трибе Amblyoponini.